# 阿巴斯·阿布巴卡尔·阿巴斯
阿巴斯·阿布巴卡尔·阿巴斯（阿拉伯语：‎；1996年5月17日—）是一名尼日利亚出生并代表巴林参赛的田径短跑运动员。他曾是2014年亚洲运动会400米赛跑的银牌得主。他在该项目上拥有着45.17秒的个人最好成绩。